# Spin (tidskrift)
Spin är en amerikansk musiktidning startad 1985 av Bob Guccione, Jr.. Huvudkontoret ligger i New York. Sedan 2012 ges tidningen ut av Buzz Media.